# Капал (Аксуський район)
Капа́л (каз. Қапал) — село у складі Аксуського району Жетисуської області Казахстану. Адміністративний центр і єдиний населений пункт Капальського сільського округу.
Населення — 3727 осіб (2021; 3869 у 2009, 3883 у 1999, 6299 у 1989).

## Історія
Капал засновано 1847 року як військове укріплення. Вже через рік отримав статус станиці. 1854 року Капал стає містом, а після 1867 року — центром Капальського повіту Семиріченської області. 1921 року знижений до статусу села. 1939 року стає центром Капальського району, який після 1997 року був ліквідований, а територія передана до складу Аксуського району.